# Adriana Brodsky
Adriana Mónica Brodsky (Buenos Aires, 22 de diciembre de 1955) es una actriz y ex vedette argentina.

## Biografía
Hija de Jaime Brodsky y de Lila, secretaria de una inmobiliaria. Tiene un hermano, Javier. Su padre abandonó a la familia cuando ambos eran jóvenes, por lo cual Adriana y su hermano debieron crecer de golpe. Eventualmente Adriana se encontró con un medio hermano, con quien estableció una linda relación.
Inquieta y precoz, estudió danzas desde niña y en su adolescencia hizo ropa al batik y trabajó en una peluquería y en un bazar. Trabajando de vendedora en una boutique fue descubierta por un fotógrafo de la Agencia de Juana Bullrich. En ese momento comenzó a trabajar como modelo.
El gran salto llegó cuando su representante le consiguió una entrevista con Gerardo Sofovich, quien de inmediato la incorporó a su elenco televisivo. Apodada como La Bebota, se hizo famosa por haber trabajado junto a Jorge Porcel y especialmente como La Nena del Manosanta junto a Alberto Olmedo.
Ha quedado identificada como una de las "Chicas/Nenas de Olmedo", apodo que popularmente se le brindó a las actrices y vedettes que estaban trabajando con el humorista Alberto Olmedo en el momento de su trágica muerte, como es el caso de Silvia Pérez, Susana Romero, Beatriz Salomón y Divina Gloria. Sin embargo, tras la muerte de Olmedo, Adriana ha hecho una extensa carrera, llegando incluso a realizar producciones artísticas para niños en los años 1990.

## Vida personal
Casada con Juan Bautista (Tata) Yofre, fue parte de la comitiva representante del país al acompañarlo en la Embajada Argentina en Portugal.
A posteriori, el divorcio fue muy conflictivo.

## Trabajos

### Cine
- Se acabó el curro (1983)
- El manosanta está cargado (1987)
- Los matamonstruos en la mansión del terror (1987)

### Televisión
- Calabromas
- Operación Ja-Já (1981 - 1982)
- Pelito (1983 - 1985)
- No toca botón (1986 - 1987)
- Las gatitas y ratones de Porcel (1988)
- El magimundo de Adriana (1989)
- No hay dos sin tres (2005)
- Palermo Hollywood Hotel (2006)
- Gastronómico TV (2006)
- Mitos, crónicas del amor descartable (2009)
- El parador (2008 - 2010)
- Encuentros nocturnos (2012)
- Farsantes (2013)

### Publicidades
Participó en 1981 de una famosa publicidad televisiva que fue censurada por la dictadura militar debido a su supuestamente elevado contenido erótico.
En esa década también hizo junto a Olmedo un comercial para la "Lotería de La Rioja" en un sketch del Manosanta.
En 1985 hizo un comercial de los televisores Hitachi con las frases "Hitachi que bien se te ve".
También trabajó para el comercial de helados La Montevideana.

### Teatro
- Lo que se ve en TV (1986) - Teatro La Sombrilla de Villa Carlos Paz (Córdoba) junto a Santiago Bal, Carmen Barbieri, Gino Renni, Leticia Moreira y elenco. Dirección: Santiago Bal.
- La noche está que arde (1987) - Teatro La Sombrilla de Villa Carlos Paz junto a José Marrone, Juan José Camero y elenco.
- El revistazo rompe todo (1988), con Moria Casán, Mario Sánchez, Mario Castiglione y Pili Miles. Estrenada en el Teatro El Lago.
- Hay fiesta en el conventillo (1989) - Teatro Provincial de Mar del Plata - Teatro Brodway - Teatro Metrópolis en Buenos Aires junto a Jorge Porcel, Jorge Luz, Beatriz Salomón, Tito Mendoza, Leticia Moreira y elenco.
- Reposiciones (1990) - En Asunción (Paraguay).
- ¿Será virgen mi marido? (2000) - Villa Carlos Paz (Córdoba) junto a Germán Kraus, Tincho Zabala, Carlos Rotundo y elenco.
- Reid mortales... el humor es sagrado (2001) Teatro Re Fa Si de Mar del Plata junto a Sergio Gonal, Alejandro Vega y Paula Volpe.
- ¿Será virgen mi marido? (2008) Teatro Concert junto a Susana Romero, Joe Rígoli, Aldo Kaiser, Lisandro Carret y Sabrina Rizzo.
- Ariel y los hechiceros del Caribe (2009) - Teatro La Rosa junto a Silvina Gutiérrez, Matías Acuipil, Victoria Coralo, Charlie Ciravegna y Fernando Lupiz.
- El glamour de San Luis (2009) junto a Beatriz Salomón, Marixa Balli y Pedro Rodríguez.
- Cuarta edición de Miss San Isidro (2009) - Pabellón Tattersall del Hipódromo de San Isidro - Jurado junto a Germán Krauss, Diego Spósito, Cristian Palacios y María Fernanda Nuevo de Possé.
- Feliz caño nuevo (2010) - Teatro Holyday de Villa Carlos Paz (Córdoba) junto a René Bertrand, Roly Serrano, Mariana De Melo, Fernanda Neil, Victor Collino y Belén Giménez.
- Hechiceros del caribe (2010) - Teatro Defensa junto a Fernando Lúpiz, Silvina Gutiérrez, Patricia Yamella, Charlie Ciravegna, Fabián Sabatini y Araceli Lizaso.
- Hasta las lolas (2010) Teatro Premier junto a Violeta Lo Re, Cinthia Fernández, Claudia Segura y María Luján Telpuk.
- La revista de San Luis (2011) junto a Beatriz Salomón, Marixa Balli, Jorge Troiani y Chelo Rodríguez.
- Homenaje a Olmedo (2012) - Teatro Nogaro de Punta del Este (Uruguay) junto a Michel de León.
- Prohibido para menores de 40 (2012) - Teatro Empire junto a Rubén Carril, Cristian Rivas, Irene Gaulli, Alex Cabre y las bailarinas: Magalí, María, Agustina y Bianca.
- ¿Te acordás de los 80? (2013) de Marisé Monteiro junto a Hacho Badaracco - Puesta y Dirección de Pablo Sodor.
- Viejos son los trapos (2013) - Teatro Empire junto a Rubén Carril, Cristian Rivas, Irene Gaulli y Alex Cabre. Libro y dirección: Rubén Carril.
- Lo bueno dura poco (2014) - Teatro Bambalinas junto a Lisandro Carret, Eve Gadea y Claudio Aval. Dirección: Lisandro Carret.
- Bossi Big Bang Show (2015 - 2016) - Teatro Astral junto a Martín Bossi, Manuel Wirzt, Jorge Carna Crivelli y orquesta en vivo.
- Un turco muy travieso (2017) - Teatro Casino del Río de Las Grutas, provincia de Río Negro junto a Ergün Demir, Guido Süller, Flavio Gastaldi, Silvia Spina, Antonella Pozzi y Julieta Pozzi.
- Mi mujer se llama Mauricio (2018/2019) - Teatro Santa Fe y Teatro La Casona de Capital Federal junto a Diego Pérez, Alejandro Müller, Matías Alé, Matías Santoiani, Kitty Locane, Micaela Mancini y Luciana Ulrich
- Mi mujer se llama Mauricio (2020) en Mar del Plata junto a Matías Alé, Matías Santoianni, Carna, Alejandro Fiore, Kity Locane y Luciana Carpena.
- Mi suegra o yo (2022) con María Rosa Fugazot, Matías Santoianni, Alberto Martín e Hitty Locane.